# البحر من أمامكم (فلم)
البحر من أمامكم (بالإنجليزية: Before You Is the Sea) هو فيلم تم إنتاجه في ألمانيا وإسرائيل. الفيلم من إخراج هشام زريق وكتابة هشام زريق.

## روابط خارجية
- مقالات تستعمل روابط فنية بلا صلة مع ويكي بيانات